# Vega Baja
Vega Baja ist eine der 78 Gemeinden von Puerto Rico.
Sie liegt an der Nordküste von Puerto Rico. Sie hatte 2019 eine Einwohnerzahl von 50.053 Personen.

## Geschichte
Obwohl allgemein angenommen wird, dass Vega Baja im Jahr 1776 gegründet wurde, nach der Abspaltung von Vega Alta von La Vega, haben Historiker festgestellt, dass es viele Jahre später war, als der Ort offiziell von der spanischen Regierung anerkannt wurde. Der Gründungstag ist der 7. Oktober und es ist auch der Tag des Gedenkens an die "Jungfrau des Rosenkranzes". Vega Baja war ursprünglich als Vega-baxa del Naranjal de Nuestra Señora del Rosario bekannt. 
Taino-Schnitzereien wurden auf einigen der freiliegenden Riffe in der Nähe des Cibuco-Flusses gefunden. Unter diesen Schnitzereien ist eine, die ein Gesicht darstellt und andere, die wie Fische geformt sind. Sie sind ein Hinweis darauf, dass diese Riffe zum Speerfischen und vielleicht auch für andere alltägliche Aktivitäten frequentiert wurden. Andere Orte wie Carmelita, Maisabel, Cueva Maldita und Paso del Indio sind als archäologische Stätten bekannt, an denen die Ureinwohner ihre Gemeinschaften gründeten.
Im Jahr 1990 wurde über eine Million Dollar in Bargeld in Plastikfässern vergraben gefunden, von denen man annahm, dass sie von Drogenschmugglern zur späteren Abholung deponiert worden waren. Der plötzliche Reichtum einiger weniger Bewohner erregte Aufmerksamkeit und löste eine Untersuchung durch das FBI und die örtliche Polizei aus.

## Gliederung
Die Gemeinde ist in 14 Barrios aufgeteilt:
1. Algarrobo
2. Almirante Norte
3. Almirante Sur
4. Cabo Caribe
5. Ceiba
6. Cibuco
7. Puerto Nuevo
8. Pugnado Adentro
9. Pugnado Afuera
10. Quebrada Arenas
11. Río Abajo
12. Río Arriba
13. Vega Baja barrio-pueblo
14. Yeguada

## Wirtschaft
Die reichhaltige Fruchtbarkeit des Bodens hat dazu geführt, dass Vega Baja viel Landwirtschafts- und Ackerland besitzt. Außerdem hat Vega Baja einen der meistbesuchten Strände der nördlichen Küstenlinie. Dieser Strand zieht jährlich Tausende von Badegästen an, was ihn zu einem Zentrum des lokalen Tourismus macht, besonders während der heißen Sommermonate.

## Söhne und Töchter der Stadt
- Bad Bunny (* 1994) Latin Trap und Reggaeton Sänger
- Roberto Sierra (* 1953), Komponist
- Román Martínez (* 1983), Boxer
- María González (* 2002), Beachvolleyballspielerin